# 公團文字
公團文字（日语：／）或公團黑體（日语：／），是日本高速公路上資訊性交通標誌曾使用的原創字體（即日本道路公團標準文字）的通称。

## 歷史及特徵

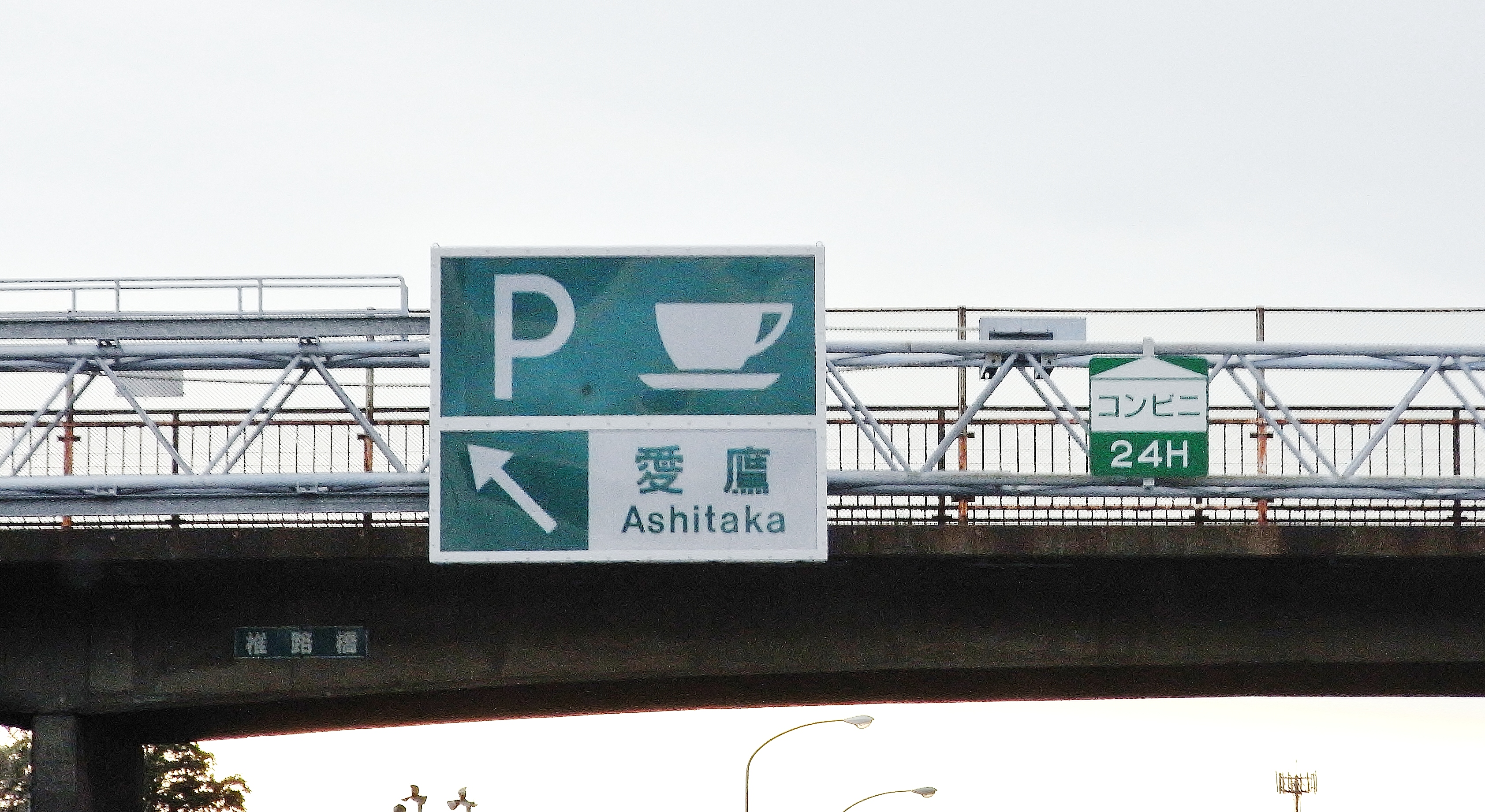
東名高速道路愛鷹PA的標誌。「鷹」字筆画数被大幅省略。

「公團文字」最初於1963年名神高速道路開通時採用，此後長期用於高速公路上的資訊性標誌。由於名神開通時，日本市面上並沒有甚麼字型集可供購買，日本道路公團人員於是依據需要，製作了一個又一個字的字體。
字體特徵方面，為填滿空間，文字筆画常取直線造型，而為確保所有筆画均以等寬直線體現，製作時有時會直接省略部分細節筆画及鈎。山根一眞在著書中指，取此造型的原因是基準有規定標誌文字須在標誌前方120 m可辨讀，且文字大小參照德國高速公路定為高50 cm；書中又提到由於標誌上繪製文字要用反光貼紙，故文字寬全部確定為等寬等。文字製作方式是按需製作，即每當一個新高速公路或新交匯處（IC）開通，如果名称內有新字就會製作；另外考慮到不同文字組合時或有不協調，有些字製作有不同版本，如及的字便有差異。
考慮到公團文字的日文字體是按需製作，且製作參與者眾多，文字間筆致差異顯著，字體整体欠缺統一感，亦有聲音批判部分省略字是錯別字，2010年7月1日，NEXCO改訂技術基準類文檔，決定將日文的標準文字字体更改為「Hiragino W5 KakuGothic」（部分改為「Morisawa 新黑體M」），西文、数字方面亦由Neue Haas Grotesk改為西文「Vialog Medium」、数字「Frutiger 65 Bold」，文字高度各增加5 cm（日文55 cm，英文30 cm）。這項變更從新更換的標誌開始逐漸推行。

## 相關電腦字型
有人基於上述「公團文字」，2005年2月9日起開發了名為GD-高速道路Gothic JA（GD-高速道路ゴシックJA）的電腦字型集並在個人網站上無償釋出OTF及TTF版，截至2016年共收錄1893個字。

## 引用
1. ↑  NEXCO 2011，第1頁.
2. ↑  NEXCO 2011，第2頁.
3. ↑  山根 1986.
4. 1 2 3  [.   [2019-12-30]. （原始内容存档于2020-11-09）. ]
5. ↑  NEXCO 2011.
6. ↑  NEXCO 2010，第20頁.
7. ↑  . backnumber.dailyportalz.jp.   [2019-12-30]. （原始内容存档于2019-05-25）.

## 外部連結
- @nifty：Daily Portal Z：高速公路字體巡禮 （页面存档备份，存于）